# Ryan Christie
Ryan Christie (* 22. února 1995) je skotský fotbalista, který hraje jako záložník za anglický klub Bournemouth a skotskou reprezentaci.
Christie svou kariéru začal v Inverness Caledonian Thistle, v roce 2015 přestoupil do Celticu. Od roku 2021 hraje za Bournemouth.

## Reprezentační kariéra
Dne 25. srpna 2014 byl Christie povolán do reprezentace do 21 let. Dne 9. září 2014 debutoval za tuto věkovou kategorii proti Lucembursku.
Christie byl poprvé povolán do seniorské reprezentace na přátelský zápas proti Nizozemsku v listopadu 2017. Svůj první gól za reprezentaci vstřelil dne 16. listopadu 2019 proti Kypru.
V říjnu 2020 musel nemohl nastoupit do zápasu semifinále baráže o postup na Mistrovství Evropy ve fotbale 2020, protože Stuart Armstrong, se kterým byl v kontaktu, měl pozitivní test na COVID-19. O měsíc později skóroval ve finále baráže proti Srbsku a Skotsko po remíze 1:1 postoupilo na penalty.
Na Mistrovství Evropy ve fotbale 2020 odehrál jeden zápas.
Byl nominován do týmu pro Mistrovství Evropy ve fotbale 2024, nastoupil do zápasů proti Německu, Švýcarsku i Maďarsku, Skotsko ale nepostoupilo že skupiny.